# Onthophagus maleengnoi
Onthophagus maleengnoi é uma espécie de insecto do género Onthophagus da família Scarabaeidae da ordem Coleoptera.

## História
Foi descrita cientificamente pela primeira vez no ano de 1990 por Masumoto.